# Liste der Monuments historiques in Le Bouchaud
Die Liste der Monuments historiques in Le Bouchaud führt die Monuments historiques in der französischen Gemeinde Le Bouchaud auf.

## Liste der Objekte
| Bezeichnung                                     | Beschreibung                   | Standort                       | Kennzeichnung | Schutzstatus | Datum | Bild |
| ----------------------------------------------- | ------------------------------ | ------------------------------ | ------------- | ------------ | ----- | ---- |
| Skulptur der heiligen Katharina von Alexandrien | Gips und Holz, 16. Jahrhundert | in der Kirche St-Didier (Lage) | PM03000034    | Classé       | 1907  |      |
| Retabel, Tabernakel                             | Holz, 17. Jahrhundert          | in der Kirche St-Didier (Lage) | PM03000035    | Classé       | 1907  |      |